# Iglesia de Santa María (Berlín)
La iglesia de Santa María (en alemán, Marienkirche) de Berlín, Alemania, es una de las más antiguas de la capital germana. Es junto a la Catedral de Berlín una de las dos sedes del obispo de la Iglesia Evangélica Berlin-Brandenburg-schlesische Oberlausitz (EKBO). 

## Historia
Erigida junto al Neuer Markt (hoy muy cerca de la Alexanderplatz), fue fundada en 1260 y renovada en el siglo XIV. Se utilizaron el granito y principalmente el ladrillo como elementos de construcción. La iglesia se dedicó al culto católico, hasta la Reforma protestante, en el siglo XVI, cuando se convirtió en templo luterano. Destaca el campanario, en estilo gótico. En 1892-1894 fue restaurada. Durante la Segunda Guerra Mundial, sufrió graves daños como consecuencia de los bombardeos aliados. La iglesia, situada en el Berlín Este, fue restaurada en la década de 1950 por las autoridades de la Alemania oriental. 

## Componentes
En la parte inferior del campanario, hay unas pinturas murales, lamentablemente desfiguradas, datadas a fines del siglo XV, en las cuales se representa la Danza de la Muerte, con inscripciones en verso bajoalemán, realizadas tras la peste de 1484.